# Dometorina crystallina
Dometorina crystallina är en kvalsterart som beskrevs av Tseng 1984. Dometorina crystallina ingår i släktet Dometorina och familjen Hemileiidae. Inga underarter finns listade i Catalogue of Life.